# الأمواج (رواية)
الأمواج (بالإنجليزية: The Waves)‏ نشرت لأول مرة في عام 1931، هي من أشهر روايات فرجينيا وولف التجريبية. وتقوم على مناجاة شخصيات الكتاب الستة مع أنفسهم: برنارد، وسوزان، ورودا، ونيفيل، جيني، ولويس. الشخصية السابعة المهمة هي بيرسيفال، رغم أن القراء لا يسمعونه وهو يتحدث بصوته. تنقسم مناجاة الشخصيات إلى تسع فواصل وجيزة تفصل المشهد في مراحل متفاوتة في اليوم من شروق الشمس إلى غروبها.
عبر هذه الشخصيات الستة أو «الأصوات» تستكشف وولف مفاهيم الفردية، والنفس والمجتمع. كل شخصية تختلف عن الأخرى، ولكنها تشكل مجتمعة أمثولة عن الوعي وسط الصمت.

## الحبكة
يبحث برنارد راوي القصة دائمًا عن بعض العبارات المراوغة الملائمة. يرى بعض النقاد صديق وولف إي. إم. فورستر مصدر إلهام له.
لويس شخص غريب يسعى إلى القبول والنجاح. يرى بعض النقاد فيه جوانب من تي. إس. إليوت، الذي كانت وولف على معرفة جيدة به. 
يبحث نيفيل -الذي قد يكون معتمدًا جزئيًا على صديق آخر من أصدقاء وولف، ليتون ستراشي- عن سلسلة من الرجال، يصبح كل منهم الهدف الحالي لحبه المتسامي.
جيني اجتماعية تتوافق رؤيتها الكونية مع جمالها البدني وماديتها. هناك أدلة على أنها تستند إلى صديقة وولف ماري هتشينسون.
تهرب سوزان من المدينة، مفضلةً الريف، حيث تتصارع مع الإثارة والشكوك حول الأمومة. تُذكر بعض جوانب سوزان بأخت وولف فانيسا بيل.
رودا مليئة بالشكوك الذاتية والقلق والاكتئاب، وهي ترفض دومًا التسوية الإنسانية وتدينها، وتبحث دومًا عن العزلة. حاكت قصيدة شيللي «السؤال» (أعادت صياغتها: سأجمع زهوري وأقدمها ترى! لمن؟). تشبه رودا فرجينيا وولف في بعض النواحي.
يُعتبر بيرسيفال -الذي يعتمد جزئيًا على شقيق وولف، ثوبي ستيفن- البطلَ المعجزة ولكنه معيب أخلاقيًا بالنسبة للستة الآخرين. يموت في منتصف الرواية، أثناء مشاركته في السعي الإمبريالي للسيطرة البريطانية الاستعمارية على الهند. لا يتحدث بيرسيفال أبدًا بمفرده في الأمواج، لكن القراء يتعرفون عليه بالتفصيل، إذ تصفه الشخصيات الست الأخرى وتتأمله مرارًا وتكرارًا.
تتابع الرواية قصة شخصياتها الستة من مرحلة الطفولة حتى مرحلة البلوغ. تهتم وولف بالوعي الفردي وبالطرق التي يمكن بها نسج الوعي المتعدد معًا.

## الأسلوب
يعَد تخصيص نوع لهذه الرواية معقدًا؛ لأن الأمواج تطمس الفروق بين النثر والشعر، ما يسمح للرواية بالانسياب بين مناجاة الشخصيات الستة الداخلية غير المتماثلة. يحطم الكتاب بالمثل الحدود بين الناس، وكتبت وولف نفسها في مذكراتها لم يكن المقصود أن تكون «الشخصيات» الستة منفصلة على الإطلاق، بل جوانب من الوعي تلقي الضوء على الشعور بالاستمرارية. حتى مصطلح «رواية» قد لا يصف بدقة الشكل المعقد للأمواج مثلما هو موضح في سيرة وولف الأدبية من قبل جوليا بريغز (بعنوان الحياة الداخلية، الناشر: ألين لين عام 2005). وصفتها وولف بأنها ليست رواية بل «قصيدة مسرحية». 
يستكشف الكتاب دور «أخلاقيات تعليم الذكور» في تشكيل الحياة العامة، ويتضمن مشاهد لبعض الشخصيات التي تختبر التنمر خلال الأيام الأولى في المدرسة.

## الاحتفاء
ترجمت مارجريت يورسنار الأمواج  إلى الفرنسية على مدار عشرة أشهر في عام 1937. التقت بفرجينيا وولف خلال هذه الفترة وكتبت: «لا أعتقد أنني ارتكبت خطأ ... عندما وضعت فرجينيا وولف بين الأربعة أو الخمسة المبدعين الرائعين في اللغة الإنجليزية وبين الروائيين المعاصرين النادرين الذين يحظى عملهم بفرصة ليدوم أكثر من عشر سنوات». 
على الرغم من أن الأمواج ليست أحد أشهر أعمال فرجينيا وولف، لكنها تحظى باحترام كبير. صنفها الباحث الأدبي فرانك ن. ماغيل على أنها واحدة من أفضل 200 كتاب على الإطلاق في كتابه المرجعي «روائع الأدب العالمي». كتب المؤلف البريطاني ايمي ساكفيل في صحيفة الإندبندنت أنه «بصفتي قارئًا وكاتبًا، أعود باستمرار لغنائيتها، وكآبتها، وإنسانيتها».
وصفت المخرجة المسرحية كاتي ميتشل -التي عدلت الأمواج لتناسب المسرح- العمل بأنه «خلاب [...] وجهة نظر وولف هو أن الأحداث الدائمة والهامة في حياتنا صغيرة وغير مهمة في عيون العالم الخارجي».